# 고양 분기점
고양 분기점(高陽分岐點, Goyang Junction, 고양JC)은 경기도 고양시 덕양구 원당동에 설치된 평택파주고속도로와 수도권제1순환고속도로가 만나는 분기점이다. 2020년 11월 7일에 개통되었다. 이 분기점의 진출입로에는 요금 정산을 위해 진출입 요금소가 설치되어 있다.

## 연혁
- 2015년 8월 7일 : 서울문산고속도로 신설을 위해 고양시 도시계획시설 교통광장에 덕양구 원당동 일원을 고양 분기점으로 고시[1]
- 2020년 11월 7일 : 평택파주고속도로 서울 ~ 파주 구간 개통과 함께 통행 개시[2]

## 구조물 정보
직결램프 포함 클로버형 입체 교차로이며 수도권제1순환고속도로 의정부방향에서 수원문산고속도로 문산 방향으로 이어지는 램프가 직결형이다.
- 위치 : 경기도 고양시 덕양구 원당동
- 영업소 : 경기도 고양시 덕양구 수원문산고속도로 56 / 경기도 고양시 덕양구 수원문산고속도로 57

## 접속하는 노선

### 평택・파주방면
- 평택파주고속도로 (3번)

### 성남・고양방면
- 수도권제1순환고속도로 (16-1번)